# Lega Nazionale A 1957-1958 (hockey su ghiaccio)
La stagione 1957-1958 del campionato svizzero di hockey su ghiaccio ha visto campione l'HC Davos.

## Classifica Finale
|   | Classifica        | G  | V  | N | P | GF | GS | Dif | Pt |
| - | ----------------- | -- | -- | - | - | -- | -- | --- | -- |
| 1 | Davos             | 14 | 11 | 1 | 2 | 86 | 47 | +39 | 23 |
| 2 | Young Sprinters   | 14 | 9  | 1 | 4 | 87 | 53 | +34 | 19 |
| 3 | ZSC Lions         | 14 | 6  | 3 | 5 | 73 | 55 | +18 | 15 |
| 4 | Ambrì-Piotta      | 14 | 7  | 0 | 7 | 51 | 57 | -6  | 14 |
| 5 | Arosa             | 14 | 5  | 1 | 8 | 47 | 61 | -14 | 11 |
| 6 | Basilea Sharks    | 14 | 5  | 1 | 8 | 52 | 72 | -20 | 11 |
| 7 | Losanna           | 14 | 5  | 0 | 9 | 60 | 84 | -24 | 10 |
| 8 | La Chaux-de-Fonds | 14 | 4  | 1 | 9 | 54 | 81 | -27 | 9  |

LEGENDA:

G=Giocate, V=Vinte, N=Pareggiate, P=Perse, GF=Gol Fatti, GS=Gol Subiti, Dif=Differenza Reti, Pt=Punti

## Spareggio (LNA-LNB)
Lo SC Bern sconfigge l'HC La Chaux-de-Fonds 11-4 e viene promosso in prima divisione.

## Classifica Marcatori
|    | Nome              | Squadra            | Gol |
| -- | ----------------- | ------------------ | --- |
| 1. | Hans-Martin Trepp | EHC Arosa          | 26  |
| 2. | Orville Martini   | Young Sprinters HC | 26  |
| 3. | Gian Bazzi        | Young Sprinters HC | 25  |